# Lijst van beelden in Lochem
Dit is een (onvolledige) chronologische lijst van beelden in Lochem. Onder een beeld wordt hier verstaan elk driedimensionaal kunstwerk in de openbare ruimte van de Nederlandse gemeente Lochem, waarbij beeld wordt gebruikt als verzamelbegrip voor sculpturen, standbeelden, installaties, gedenktekens en overige beeldhouwwerken.
Voor een volledig overzicht van de beschikbare afbeeldingen zie: Beelden in Lochem op Wikimedia Commons.
| Geplaatst | Omschrijving                                                            | Kunstenaar        | Straat                                             | Plaats             | Materiaal                    | Afbeelding |
| --------- | ----------------------------------------------------------------------- | ----------------- | -------------------------------------------------- | ------------------ | ---------------------------- | ---------- |
| 1599      | Wapenstenen                                                             |                   | Huis Den Dam                                       | Eefde              | steen                        |            |
| 1947      | Oorlogsmonument plaquette                                               |                   | Markt aan gevel gemeentehuis                       | Lochem             | brons                        |            |
| 1950      | Oorlogsmonument Barchem                                                 | Pieter Starreveld | Borculoseweg                                       | Barchem            | natuursteen                  |            |
| 1950      | Oorlogsmonument Laren                                                   | Pieter Starreveld | Dorpsstraat                                        | Laren              | natuursteen, baksteen, brons |            |
| 1970      | De trompetter van Advendo                                               | Adri de Waard     | Achterstraat 16                                    | Lochem             | brons                        |            |
| 1976      | Liudger en Bernlef                                                      | Henk Carlier      |                                                    | Lochem             | brons                        |            |
| 1987      | Bérendine                                                               | Maïté Duval       | Oosterbleek                                        | Lochem             | brons                        |            |
| 1988      | De hooiplukker                                                          | Niek van Leest    | Markt                                              | Lochem             |                              |            |
| 1988      | Somerset                                                                | W.T. Geerdink     | Hoge Enk                                           | Lochem             | Fins graniet                 |            |
| 1990      | Zonder titel                                                            | Famke Hajonides   | Whemerweg                                          | Almen              | brons                        |            |
| 1991      | Schovenbindster                                                         | Frank Letterie    | Deventerweg, hoek Ooldselaan                       | Laren (Gelderland) | brons                        |            |
| 1993      | Monumentale zitbank die dient als sokkel voor twee fantasie dierfiguren | Jan Snoeck        | Lochemseweg bij kinderspeelplaats                  | Barchem            | keramiek en baksteen         |            |
| 1995      | De avonturen van Lucianus van Somosota                                  | Luk van Soom      | boven de gracht tussen de Zuiderbleek en Zuiderwal | Lochem             |                              |            |
| 2005      | Exoot                                                                   | Toos Gipman       | Dorpstraat                                         | Almen              | brons                        |            |
| 2010      | Albert Mol                                                              | Anton ter Braak   | Deventerweg                                        | Laren              | brons                        |            |
| 2012      | Tunnelmozaïek                                                           | Kees Schwarze     | Viaduct Kapperalle                                 | Eefde              | keramiek                     |            |
|           | Gedenksteen Edzard Jacob Bosch Ridder van Rosenthal                     |                   | Huis Den Dam                                       | Eefde              | steen                        |            |
|           | Zonder titel                                                            |                   | Kletterstraat                                      | Epse               | metaal                       |            |